# Passerelle Marie-Claire
La passerelle Marie-Claire, parfois appelée passerelle du Tribunal, est un ouvrage d'art piéton situé à Bobigny, en France.

## Situation et accès
La passerelle relie le quartier Pablo-Picasso au parvis du tribunal judiciaire, enjambant l'avenue Paul-Vaillant-Couturier (partie de la route nationale 186), vers le nord de la commune de Bobigny, et plus largement vers le centre du département de Seine-Saint-Denis.

## Toponymie

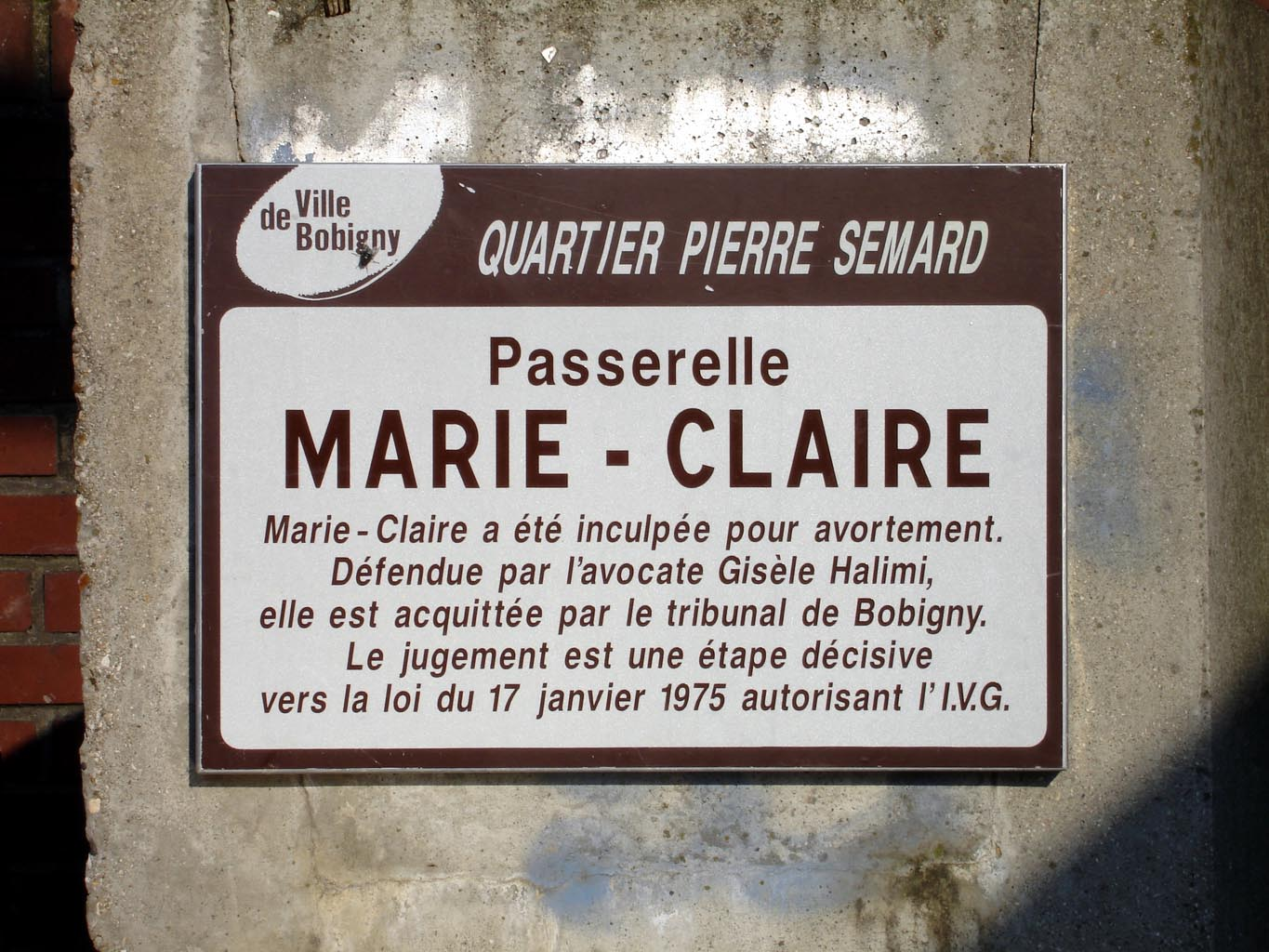
Plaque du nom avec explication.

La passerelle est appelée depuis 2005 en hommage à Marie-Claire Chevalier, figure de la lutte pour le droit à l'avortement en France, défendue en 1972 par Gisèle Halimi dans le procès de Bobigny.

## Histoire

### Fondation
La passerelle est réalisée en 1995.

### Inauguration de la dénomination
La cérémonie d'inauguration de la dénomination symbolique « passerelle Marie-Claire » a lieu le 14 janvier 2005, à 12 h 30. Cette cérémonie s'inscrit dans la première des deux journées de manifestation pour le 30e anniversaire de l'adoption de la loi Veil qui légalise l'avortement,, ; elle se veut un hommage « à toutes ces femmes pour qui la liberté passait aussi par le droit de décider seules ».
Une plaque de nom bleue sous forme commémorative est installée à cette occasion et à quelques mètres de la passerelle, une comédienne lit le message de l'avocate Gisèle Halimi qui affirme notamment : « Je souhaite que tous ceux qui l'emprunteront désormais se souviennent des luttes menées et des succès remportés, mais sachent que les acquis des femmes sont toujours fragiles et peuvent être rapidement remis en question ». On cite également les paroles de la chanson Non, tu n'as pas de nom d'Anne Sylvestre « Si c’était moins difficile ; s’il me suffisait d’attendre ; de voir mon ventre se tendre ; si ce n’était pas un piège ; ou quel douteux sortilège ». Marie-Claire Chevalier est elle-même invitée à la cérémonie, elle y raconte son histoire et déclare : « La passerelle, c'est la plus belle chose de ma vie après ma fille. Elle est à moi. Est-ce que je l'ai mérité ? ».

### Fermeture
La structure, très fréquentée, se dégrade vers la fin des années 2010. Aussi, la Ville de Bobigny réalise une étude en 2019 qui révèle des problèmes de corrosion, la présence de plomb et d'amiante ainsi que la dégradation avancée du platelage en bois,,. Les deux années suivantes, le bilan s'alourdit avec des vis de fixation manquantes, des lames de bois détériorées et de la mousse qui s'est développée sur plusieurs sections du pont.
Alertés par ce problème, les services de l'État affirment en janvier 2021 que la passerelle et sa remise en état sont du ressort du Conseil départemental,,. Du côté de ce dernier, Corentin Duprey, vice-président chargé des mobilités durables et du développement du territoire, précise en novembre 2021 que la « passerelle Marie-Claire ne fait pas partie du patrimoine routier de l’État transféré au Département »,. Il y a en effet un flou juridique puisque l'arrêté préfectoral de 2006 transférant les routes nationales au département de la Seine-Saint-Denis, sur lequel se fondent les services de l'État, ne mentionne pas la passerelle qui ne peut d'ailleurs être considérée comme une partie de la route qu'elle surplombe du fait de sa fonction piétonne.
Des rubans de signalisation rouge et blanc sont installés pour fermer provisoirement l'accès à la passerelle, puis des barrières sont installées au matin du 21 décembre 2021. Le maire Abdel Sadi décide par arrêté municipal du même jour de fermer la passerelle jusqu'à sa rénovation que la Ville demande en urgence,,.